# The Inner Shrine
Pour plus de détails, voir Fiche technique et Distribution.
The Inner Shrine est un film muet américain réalisé par Frank Reicher et sorti en 1917.

## Fiche technique
- Titre : The Inner Shrine
- Réalisation : Frank Reicher
- Scénario : Beatrice DeMille, Leighton Osmun d'après le roman de Basil King
- Photographie : Dent Gilbert
- Producteur :
- Société de production : Jesse L. Lasky Feature Play Company
- Société de distribution : Paramount Pictures
- Pays d'origine :  États-Unis
- Langue : film muet avec les intertitres en anglais
- Métrage 1 500 mètres
- Format : Noir et blanc — 35 mm — 1,33:1 — Muet
- Genre : Film dramatique
- Durée : 50 minutes
- Dates de sortie : 
  -  États-Unis : 14 juin 1917

## Distribution
- Margaret Illington : Diane Winthrop
- Hobart Bosworth : Derek Pruyn
- Jack Holt : le vicomte d'Arcourt
- Elliott Dexter : le marquis de Bienville
- I. D'Juria : Mme. d'Arcourt
- Adele Farrington
- Paul Weigel
- Ernest Joy
- Jack Stark